# Возрастная периодизация

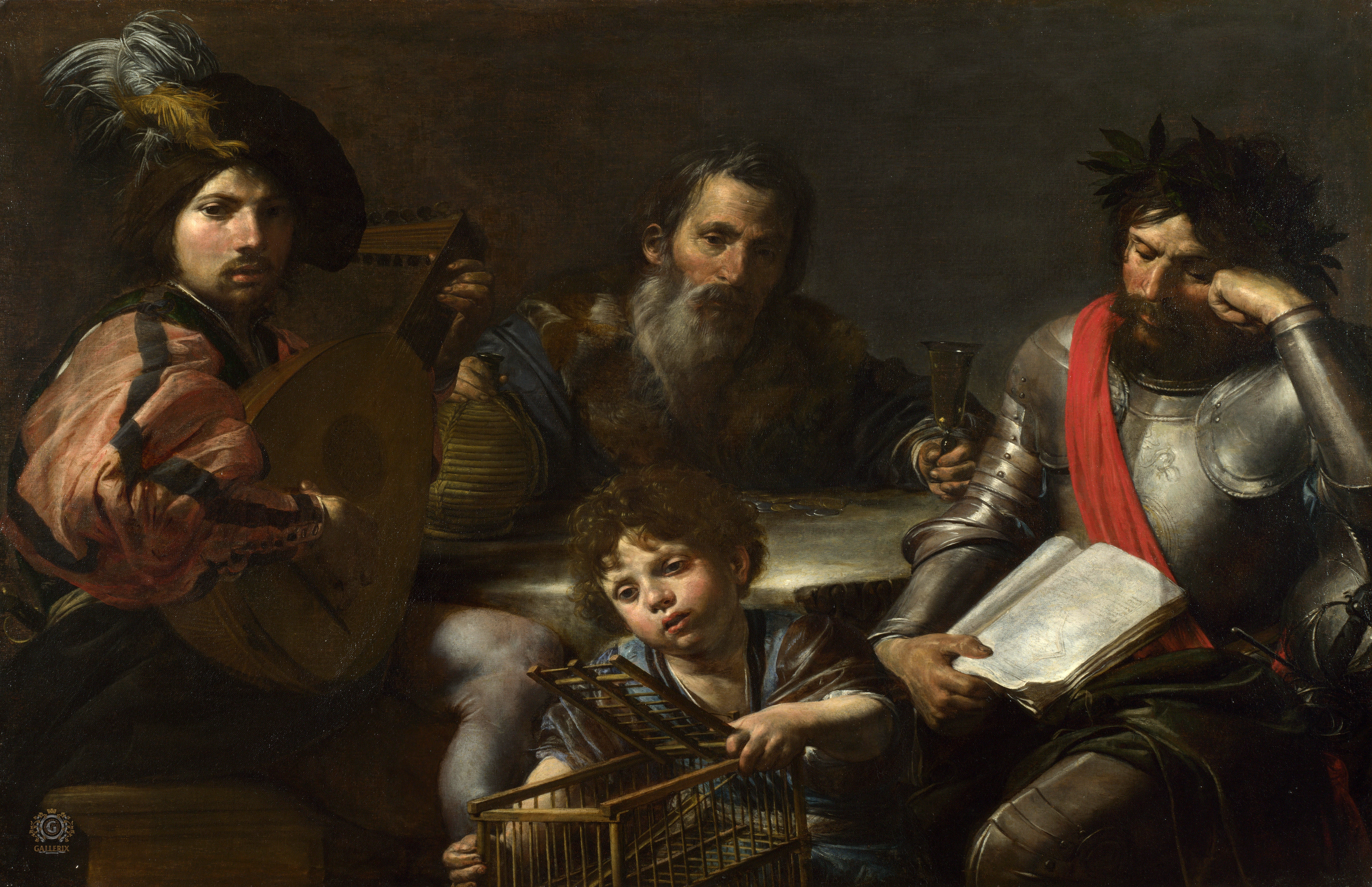
Четыре возраста мужчины (Валантен де Булонь, 1626)

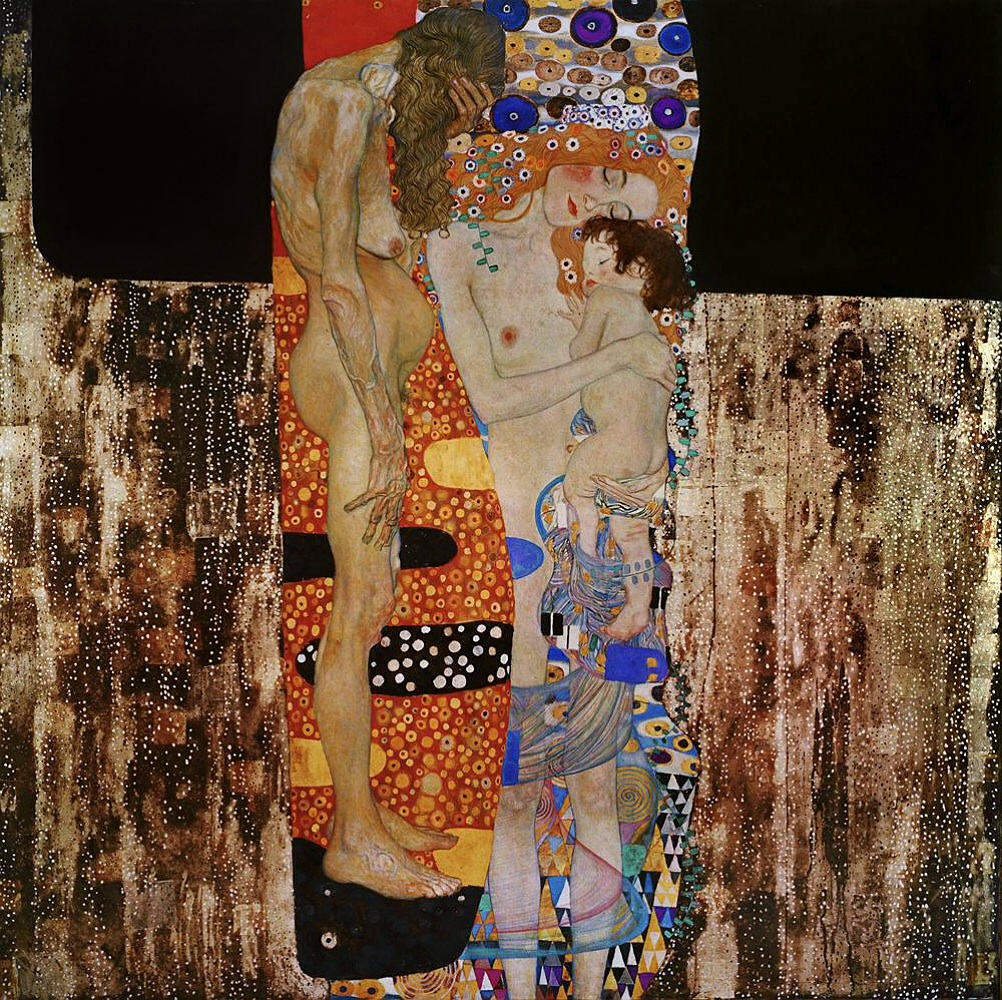
Три возраста женщины (Густав Климт, 1905)

Возрастна́я периодиза́ция — это периодизация развития человека от момента зачатия (либо от момента рождения) и до момента смерти и соответствующие этому определения возрастных границ этапов в жизни человека, принятая в обществе система возрастной стратификации. В ряде случаев границы возрастных периодов в жизни человека имеют юридическое значение (например, максимальный гестационный возраст, при котором законом разрешён аборт по социальным показаниям [по желанию женщины] в отсутствие медицинских показаний, или возраст совершеннолетия, возраст наступления уголовной ответственности, пенсионный возраст и другое).

## Проблема периодизации
Возраст существует одновременно как абсолютное, количественное понятие (календарный возраст, время жизни от рождения или от момента зачатия) и как этап в процессе физического и психологического развития (условный возраст).
Условный возраст определяется степенью развития, текущим этапом в процессе развития и зависит от принятой системы периодизации, от принципов разграничения этапов развития.
Деление жизненного цикла человека на возрастные категории менялось со временем, оно культурно-зависимо, и определяется подходом к установлению возрастных рамок.
Как указывал И. С. Кон, чтобы разобраться в содержании категории возраста, прежде всего необходимо разграничить главные системы отсчёта, в которых наука описывает человеческий возраст и вне связи с которыми возрастные категории вообще не имеют смысла.
Первой системой отсчёта является индивидуальное развитие (онтогенез, «жизненный цикл»). Эта система отсчёта задаёт такие единицы деления, как «стадии развития», «возрасты жизни», и концентрируется на возрастных свойствах.
Вторая система отсчёта — это связанные с возрастом социальные процессы и социальная структура общества. Эта система отсчёта задаёт такие единицы деления, как «возрастные страты», «возрастные группы», «поколения», одним из задаваемых ей направлений исследования являются когортные различия.
Третья система отсчёта — это представления о возрасте в культуре, то, как возрастные изменения и свойства воспринимаются представителями социально-экономических и этнических групп, одним из задаваемых ей направлений исследования являются возрастные стереотипы и т. н. «возрастные обряды».

## Принципы периодизации

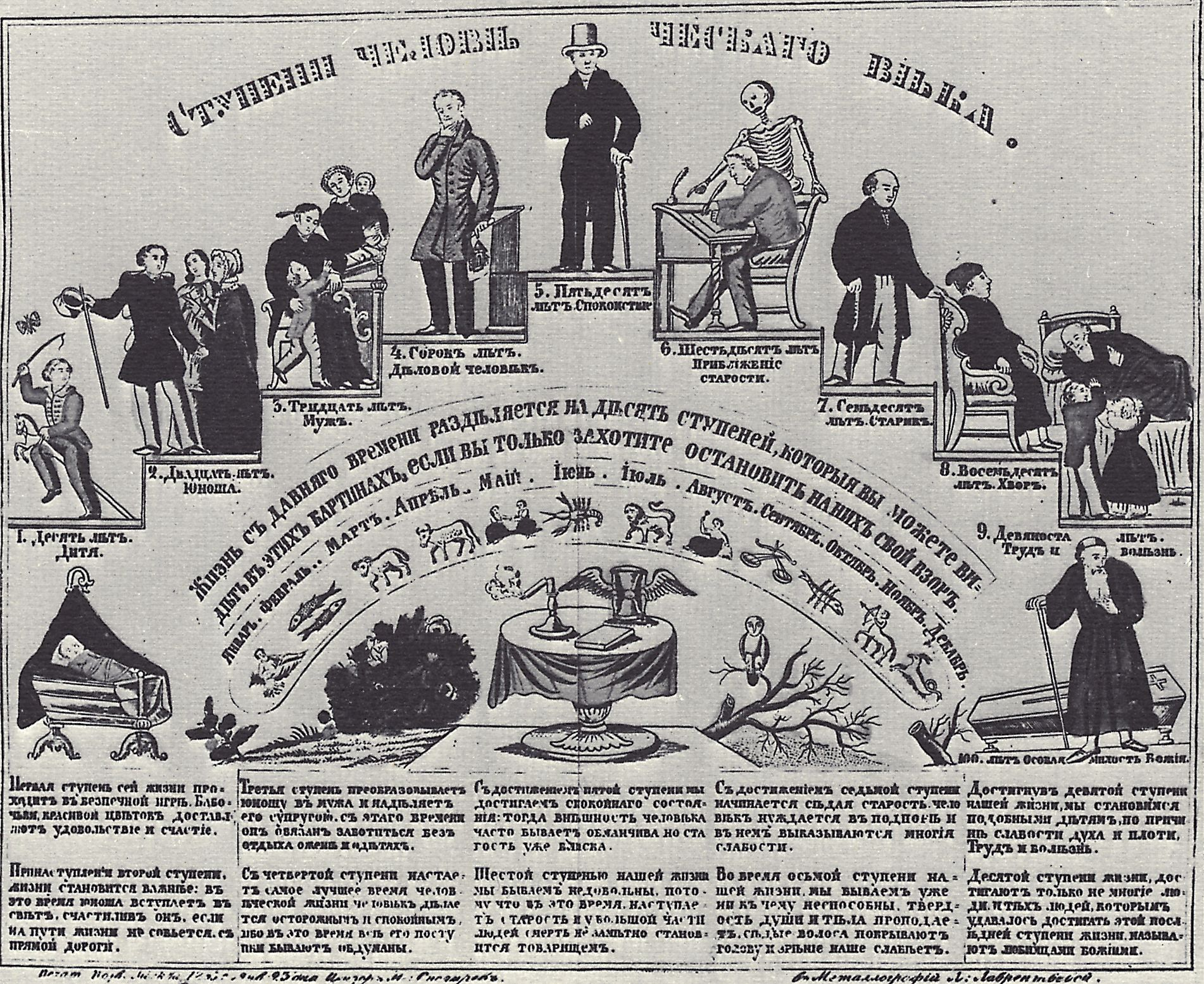
«Ступени человеческого века», 1-я половина XIX века

Л. С. Выготский различал три группы периодизаций (относительно периодизации детства и юности): по внешнему критерию, по одному и нескольким признакам детского развития.
Первая группа периодизаций основывается на внешнем критерии, без связи с физическим и психическим развитием человека. Например, из принципа «онтогенез повторяет филогенез» выводилась периодизация, ставящая каждый этап жизни в соответствии со стадиями биологической эволюции и исторического развития человечества. До сих пор сохраняется периодизация по ступеням системы воспитания и обучения, оперирующая такими понятиями, как «дошкольный возраст», «младший школьный возраст» и т. д. Так как структура образования развивалась с учётом психологии развития, такая периодизация косвенно связана с переломными моментами в детском развитии.
Вторая группа периодизаций основывается на одном внутреннем критерии. Выбор критерия, который ложится в основу классификации, субъективен и происходит по самым разным причинам. Так, в рамках психоанализа Фрейдом была разработана периодизация развития детской сексуальности (оральный, анальный, фаллический, латентный, генитальный этапы). В основу периодизации П. П. Блонского лёг такой объективный и простой для учёта физиологический признак, как появление и смена зубов. В получившейся классификации детство делится на три периода: беззубое детство, детство молочных зубов и детство постоянных зубов; с появлением зубов мудрости начинается взрослость.
Третья группа периодизаций основывается на нескольких существенных особенностях развития и может учитывать изменение важности критериев со временем. Примером таких периодизаций являются системы, разработанные Выготским и Элькониным.
Существует много периодизаций возрастного развития. Детальность проработки периодизаций неодинакова для разных возрастов; периодизации детства и юности, как правило, привлекали больше внимания психологов, чем периодизация зрелости, поскольку развитие в зрелости не несёт качественных изменений и содержательная периодизация зрелости затруднена.
В рамках психологии развития, догматические периодизации, основанные на умозрительных принципах, были заменены периодизациями, основанными на предварительном изучении развития детей, в том числе и на лонгитюдных (многолетних) исследованиях одних и тех же детей, разработанных Арнольдом Гезеллом.

## Периодизации
Некоторые исторические и ныне используемые системы периодизации возрастных периодов в жизни человека:

### Периодизация Выготского
Л. С. Выготский представлял процесс развития ребёнка как переход между возрастными ступенями, на которых происходит плавное развитие, через периоды кризисов. Периоды стабильного и кризисного развития по Выготскому:
- кризис новорождённости (до 2 мес.)
- младенческий возраст (до 1 года)
- кризис 1 года
- раннее детство (1—3 года)
- кризис 3 лет
- дошкольный возраст (3—7 лет)
- кризис 7 лет
- школьный возраст (7—13 лет)
- кризис 13 лет
- пубертатный возраст (13—17 лет)
- кризис 17 лет

### Периодизация Эльконина
Периодизация Д. Б. Эльконина, являющаяся интеграцией концепций Л. С. Выготского и А. Н. Леонтьева, выделяет следующие периоды:
- Раннее детство
  - Младенчество (0—1 год)
  - Ранний возраст (1—3 года)
- Детство
  - Дошкольный возраст (3—7 лет)
  - Младший школьный возраст (7—11/12 лет)
- Отрочество
  - Подростковый возраст (11/12—15 лет)
  - Ранняя юность (от 15 лет)

Периодизация Эльконина является наиболее общепринятой в российской возрастной психологии.

### Теория психосоциального развития Эрика Эриксона
Э. Эриксон выделяет восемь фаз в психосоциальном развитии человека. Каждая из этих фаз, как и фазы в психосексуальном развитии по Фрейду, имеет свои задачи и может разрешиться благоприятно или же неблагоприятно для будущего развития индивида. Примерное соответствие этих фаз возрасту:
- Младенчество (от рождения до 1 года)
- Раннее детство (1—3 лет)
- Игровой возраст, дошкольный (4—6 — 7 лет)
- Школьный возраст (7—8 — 12 лет)
- Юность (13—19 лет)
- Молодость (от 19 до 35[8]-39[9] лет) — начало зрелости, период ухаживания и ранние годы семейной жизни, годы до начала среднего возраста
- Взрослость, зрелость (от 35-39 до 60 лет) — период, когда человек прочно связывает себя с определённым родом занятий, а его дети становятся подростками
- Старость (от 60 лет) — период, когда основная работа жизни закончилась

### Классификация АПН СССР (1965)
В 1965 году на симпозиуме Академии педагогических наук СССР была принята следующая возрастная периодизация:
- Новорождённые — от 1 до 10 дней
- Грудной ребёнок — от 10 дней до 1 года
- Раннее детство — от 1 до 2 лет
- Первый период детства — от 3 до 7 лет
- Второй период детства — от 8 до 12 лет (муж.); от 8 до 11 лет (жен.)
- Подростковый возраст — от 13 до 16 лет (муж.); от 12 до 15 лет (жен.)
- Юношеский возраст — от 17 до 21 года (муж.); от 16 до 20 лет (жен.)
- Средний возраст
  - первый период — от 22 до 35 года (муж.); от 21 до 35 лет (жен.)
  - второй период — от 36 до 60 года (муж.); от 36 до 55 лет (жен.)
- Пожилые люди — от 61 до 75 года (муж.); от 56 до 75 лет (жен.)
- Старческий возраст — от 76 до 90 лет
- Долгожители — старше 90 лет

### Биологический возраст
Возрастная периодизация в медицине опирается на соответствующие возрасту анатомические и физиологические особенности организма. Для периодизации детского возраста учитывается степень приспособленности к условиям окружающей среды, с которыми связана специфика ухода и воспитания ребёнка. Условные периоды биологического возраста:
Возрастные периоды у детей
- Период новорождённости (неонатальный период) — первые 4 недели
- Грудной период: от 4 недель до 1 года
- Раннее детство (пред-дошкольный период): 1—3 года
- Дошкольный возраст: 3 года — 6—7 лет
- Младший школьный возраст: 6—7 — 10/12 лет
- Подростковый период:
  - девочки: 10 — 17—18 лет
  - мальчики: 12 — 17—18 лет

Возрастные периоды взрослого человека
- Юношеский период
  - юноши: 17—21 год
  - девушки: 16—20 лет
- Зрелый возраст (1-й период)
  - мужчины: 21—35 лет
  - женщины: 20—35 лет
- Зрелый возраст (2-й период)
  - мужчины: 35—60 лет
  - женщины: 35—55 лет
- Пожилой возраст: 55/60—75 лет
- Старческий возраст: 75—90 лет
- Долгожители — 90 лет и более